# Peetre-Ungleichung
Die Peetre-Ungleichung, benannt nach Jaak Peetre, ist eine Ungleichung aus dem mathematischen Teilgebiet der Funktionalanalysis, genauer aus der Theorie der Hilberträume.
Es sei {\displaystyle H} ein Hilbertraum. Dann gilt für alle {\displaystyle x,y\in H} und für alle reellen Zahlen {\displaystyle t} die Ungleichung
{\displaystyle {\frac {(1+\|x\|^{2})^{t}}{(1+\|y\|^{2})^{t}}}\leq 2^{|t|}\cdot (1+\|x-y\|^{2})^{|t|}\,.}
Diese Ungleichung wurde 1959 von J. Peetre bewiesen und wird für numerische und theoretische Abschätzungen eingesetzt. Stellt man obige Ungleichung zu 
{\displaystyle (1+\|x\|^{2})^{t}\leq 2^{|t|}\cdot (1+\|x-y\|^{2})^{|t|}\cdot (1+\|y\|^{2})^{t}}
um, so erkennt man, dass diese Abschätzung in Sobolev-Räumen reellwertiger Ordnung hilfreich sein kann, denn dort treten unter einem Integral gerade Funktionen der Form {\displaystyle (1+\|x\|^{2})^{t}} auf. Eine Anwendung der Peetre-Ungleichung in dieser Richtung findet sich im unten angegebenen Lehrbuch bei der Untersuchung von Multiplikationsoperatoren auf Sobolev-Räumen.